# Двоголівочка
Двоголівочка (Dicranella) — рід мохів, що належать до родини Dicranaceae. Вперше рід був описаний Карлом Мюллером. Має космополітичне поширення.
Рід містить 149 видів.

## Біоморфологічна характеристика
Зазвичай це мохи висотою лише 1–2 см, які ростуть низькими щільними чи ні газонах, зазвичай на ґрунті. Листки мають вузьку овальну, часто піхвистоподібну основу, а у більшості видів розтягуються в дуже довгий і вузький кінчик. У багатьох видів листя загнуті з одного боку і мають форму півмісяця, а в інших вони стирчать або закручені. Коробочки стоять на прямовисній, червоній або жовтій ніжці, вертикальні або нахилені.